# Steudnera assamica
Steudnera assamica är en kallaväxtart som beskrevs av Joseph Dalton Hooker. Steudnera assamica ingår i släktet Steudnera och familjen kallaväxter.
Artens utbredningsområde är Assam (Indien). Inga underarter finns listade.